# Мађарска на Европском првенству у атлетици на отвореном 2018.
Мађарска је учествовала на 24. Европском првенству у атлетици на отвореном 2018. одржаном у Берлину, (Немачка), од 6. до 12. августа. Ово је било двадест треће Европско првенство у атлетици у дворани на којем је Мађарска учествовала. Није учествовала 1950. године. Репрезентацију Мађарске представљало је 33 спортиста (15 мушкараца и 18 жена) који су се такмичили у 22 дисциплини (10 мушких и 12 женских).
На овом првенству Мађарска је делила 25 место по броју освојених медаља са 1 бронзаном. У табели успешности према броју и пласману такмичара који су учествовали у финалним такмичењима (првих 8 такмичара) Мађарска је са 3 учесника у финалу заузела 28. место са 9 бодова.
| Пл. | Земља    | 1. место | 2. место | 3. место | 4. место | 5. место | 6. место | 7. место | 8. место | Бр. фин. | Бодови |
| --- | -------- | -------- | -------- | -------- | -------- | -------- | -------- | -------- | -------- | -------- | ------ |
| 19. | Мађарска | -        | -        | 1-6      | -        | -        | -        | 1-2      | 1-1      | 3        | 9      |

## Учесници
| Мушкарци: - Сабо Данијел — 100 м - Тамаш Кази — 800 м, 1.500 м - Бењамин Ковач — 1.500 м - Гаспар Чере — Маратон - Балаш Баји — 110 м препоне - Балинт Селес — 110 м препоне - Тибор Корокнаи — 400 м препоне - Мате Корокнаи — 400 м препоне - Бенце Вењерчан — 50 км ходање - Мате Хелебрант — 50 км ходање - Роберт Сиксаи — Бацање диска - Золтан Кеваго — Бацање диска - Бенце Халаш — Бацање кладива - Бенце Пастор — Бацање кладива - Норберт Ривас-Тот — Бацање копља | Жене: - Анастасија Нгујен — 100 м, 4 х 100 м - Евелин Надхази — 400 м - Бјанка Кери — 800 м - Кристина Пап — 10.000 м - Фани Ђурко — Маратон - Луца Козак — 100 м препоне, 4 х 100 м - Грета Керекеш — 100 м препоне, 4 х 100 м - Клаудија Шорок — 100 м препоне - Викторија Ђуркес — 3.000 м препреке - Зита Качер — 3.000 м препреке - Ева Каптур — 4 х 100 м - Барбара Ковач — 20 км ходање - Рита Речеи — 20 км ходање - Анет Торма — 50 км ходање - Река Ђурац — Бацање кладива - Ева Орбан — Бацање кладива - Ксенија Крижан — Седмобој - Ђерђи Живоцки-Фаркаш — Седмобој |  |

## Освајачи медаља (2)

### Сребро (2)
- Балаш Баји — 110 м препоне
- Анита Мартон — Бацање кугле

## Резултати

### Мушкарци
| Атлетичар         | Дисциплина     | Лични рекорд | Квалификације         | Квалификације         | Полуфинале            | Полуфинале            | Финале                | Финале       | Детаљи |
| Атлетичар         | Дисциплина     | Лични рекорд | Резултат              | Место                 | Резултат              | Место                 | Резултат              | Место        | Детаљи |
| ----------------- | -------------- | ------------ | --------------------- | --------------------- | --------------------- | --------------------- | --------------------- | ------------ | ------ |
| Сабо Данијел      | 100 м          | 10,34        | 10,84                 | 7. у гр. 5            | Нису се квалификовали | Нису се квалификовали | Нису се квалификовали | 47 / 50      |        |
| Тамаш Кази        | 800 м          | 1:45,37 НР   | 1:48,37               | 4. у гр. 1            | Нису се квалификовали | Нису се квалификовали | Нису се квалификовали | 23 / 31 (33) |        |
| Тамаш Кази        | 1.500 м        | 3:37,41      | 3:44,64               | 10. у гр. 3           |                       |                       | Нису се квалификовали | 18 / 34      |        |
| Бењамин Ковач     | 1.500 м        | 3:39,49      | 3:54,29               | 11. у гр. 2           | 31 / 34               |                       | Нису се квалификовали |              |        |
| Гаспар Чере       | Маратон        | 2:16:03      |                       |                       |                       |                       | 2:19:21               | 29 / 58 (72) |        |
| Балаж Баји        | 110 м препоне  | 13,15 НР     | Директно у полуфинале | Директно у полуфинале | 13,41 КВ              | 2. у гр. 3            | 13,55                 | 8 / 28       |        |
| Балинт Селес      | 110 м препоне  | 13,93        | 14,07                 | 7. у гр. 2            | Није се квалификовао  | Није се квалификовао  | Није се квалификовао  | 27 / 28      |        |
| Тибор Корокнаи    | 400 м препоне  | 49,58        | 50,34 КВ              | 2. у гр. 4            | 49,24 ЛР              | 5. у гр. 2            | Нису се квалификовали | 10 / 36 (37) |        |
| Мате Корокнаи     | 400 м препоне  | 50,33        | 50,70 кв              | 4. у гр. 3            | 49,77 ЛР              | 5. у гр. 3            | Нису се квалификовали | 14 / 36 (37) |        |
| Бенце Вењерчан    | 50 км ходање   | 4:02:35      |                       |                       |                       |                       | 3:58:25 НРмс, ЛР      | 13 / 26 (35) |        |
| Мате Хелебрант    | 50 км ходање   | 3:43:56 НР   | Није завршио трку     | Није завршио трку     |                       |                       |                       |              |        |
| Золтан Кеваго     | Бацање диска   | 69,59        | 59,29                 | 9. у гр. Б            |                       |                       | Нису се квалификовали | 20 / 24 (26) |        |
| Роберт Сиксаи     | Бацање диска   | 64,37        | 61,82                 | 8. у гр. А            | 15 / 24 (26)          |                       | Нису се квалификовали |              |        |
| Бенце Халаш       | Бацање кладива | 79,57        | 76,81 КВ              | 1. у гр. А            | 77,36                 |                       |                       |              |        |
| Бенце Пастор      | Бацање кладива | 75,74        | 69,66                 | 12. у гр. Б           | Нису се квалификовали | 26 / 30               |                       |              |        |
| Норберт Ривас-Тот | Бацање копља   | 83,08 НР     | 69,94                 | 8. у гр. Б            | Нису се квалификовали | 27 / 28               |                       |              |        |

### Жене
| Атлетичарка        | Дисциплина       | Лични рекорд | Квалификације         | Квалификације         | Полуфинале            | Полуфинале            | Финале                | Финале       | Детаљи |
| Атлетичарка        | Дисциплина       | Лични рекорд | Резултат              | Место                 | Резултат              | Место                 | Резултат              | Место        | Детаљи |
| ------------------ | ---------------- | ------------ | --------------------- | --------------------- | --------------------- | --------------------- | --------------------- | ------------ | ------ |
| Анастасија Нгујен  | 100 м            | 11,43        | 11,72                 | 8. у гр. 2            | Нису се квалификовале | Нису се квалификовале | Нису се квалификовале | 34 / 37 (39) |        |
| Евелин Надхази     | 400 м            | 52,88        | 11,72                 | 8. у гр. 4            | Нису се квалификовале | Нису се квалификовале | Нису се квалификовале | 43 / 43      |        |
| Бјанка Кери        | 800 м            | 2:02,39      | 2:03,44 ЛРС           | 8. у гр. 1            | Нису се квалификовале | Нису се квалификовале | Нису се квалификовале | 23 / 32 (33) |        |
| Кристина Пап       | 10.000 метара    | 31:46,47     |                       |                       |                       |                       | 33:20,27              | 13 / 18 (26) |        |
| Фани Ђурко         | Маратон          | 2:39:48      | 2:47:20               | 40 / 46 (56)          |                       |                       |                       |              |        |
| Луца Козак         | 100 м препоне    | 12,86        | Директно у полуфинале | Директно у полуфинале | 12,96                 | 5. у гр. 3            | Нису се квалификовале | 12 / 32      |        |
| Грета Керекеш      | 100 м препоне    | 12,95        | 13,23 КВ              | 3. у гр. 2            | 13,23                 | 7. у гр. 1            | Нису се квалификовале | 20 / 32      |        |
| Клаудија Шорок     | 100 м препоне    | 13,27        | 13,93                 | 6. у гр. 3            | Није се квалификовала | Није се квалификовала | Није се квалификовала | 32 / 32      |        |
| Викторија Ђуркес   | 3.000 м препреке | 9:37,02      | 9:38,56 кв            | 7. у гр. 1            |                       |                       | 9:40,41               | 13 / 33      |        |
| Зита Качер         | 3.000 м препреке | 9:39,44      | 9:53,36 ЛРС           | 14. у гр. 2           | Нису се квалификовале | 28 / 33               |                       |              |        |
| Анастасија Нгујен² | 4 х 100 м        | 44,03 НР     | 44,15                 | 6. у гр. 2            | Нису се квалификовале | 13 / 15               |                       |              |        |
| Ева Каптур         | 4 х 100 м        | 44,03 НР     | 44,15                 | 6. у гр. 2            | Нису се квалификовале | 13 / 15               |                       |              |        |
| Грета Керекеш²     | 4 х 100 м        | 44,03 НР     | 44,15                 | 6. у гр. 2            | Нису се квалификовале | 13 / 15               |                       |              |        |
| Луца Козакн²       | 4 х 100 м        | 44,03 НР     | 44,15                 | 6. у гр. 2            | Нису се квалификовале | 13 / 15               |                       |              |        |
| Барбара Ковач      | 20 км ходање     | 1:32:44      |                       |                       |                       |                       | 1:39:35               | 24 / 26 (30) |        |
| Рита Речеи         | 20 км ходање     | 1:34:43      | 1:42:55               | 25 / 26 (30)          |                       |                       |                       |              |        |
| Инес Енрикес       | 50 км ходање     | 4:59:55      | Дисквалификована      | Дисквалификована      |                       |                       |                       |              |        |
| Река Ђурац         | Бацање кладива   | 72,52        | 69,45 кв              | 6. у гр. Б            |                       |                       | 70,48                 | 9 / 28       |        |
| Ева Орбан          | Бацање кладива   | 73,44 НР     | 59,16                 | 14. у гр. А           | Није се квалификовала | 28 / 28               |                       |              |        |

#### Седмобој
| Дисциплина    | Ксенија Крижан | Ксенија Крижан | Ксенија Крижан | Ксенија Крижан | Ксенија Крижан | Ксенија Крижан |
| Дисциплина    | Лич. рек.      | Резултат       | Бод.           | Плас.          | Укупно         | Плас.          |
| ------------- | -------------- | -------------- | -------------- | -------------- | -------------- | -------------- |
| 100 м препоне | 13,51          | 13,64 ЛРС      | 1.030          | 10.            | 1.030          | 10.            |
| Скок увис     | 1,82           | 1,79 =ЛРС      | 966            | 6.             | 1.996          | 9.             |
| Бацање кугле  | 14,34          | 13,99          | 793            | 7.             | 2.789          | 7.             |
| 200 м         | 24,72          | 25,05          | 882            | 17.            | 3.671          | 9.             |
| Скок удаљ     | 6,26           | 6,24 ЛРС       | 924            | 8.             | 4.595          | 8.             |
| Бацање копља  | 51,25          | 45,45          | 772            | 11.            | 5.367          | 10.            |
| 800 м         | 2:07,17        | 2:07,61        | 1.000          | 1.             | 6.367          | 7.             |
| Седмобој      | 6.390          |                |                |                | 6.367          | 7 / 22 (29)    |

| Дисциплина    | Ђерђи Живоцки-Фаркаш | Ђерђи Живоцки-Фаркаш | Ђерђи Живоцки-Фаркаш | Ђерђи Живоцки-Фаркаш | Ђерђи Живоцки-Фаркаш | Ђерђи Живоцки-Фаркаш |
| Дисциплина    | Лич. рек.            | Резултат             | Бод.                 | Плас.                | Укупно               | Плас.                |
| ------------- | -------------------- | -------------------- | -------------------- | -------------------- | -------------------- | -------------------- |
| 100 м препоне | 13,79                | 13,91                | 991                  | 17.                  | 991                  | 17.                  |
| Скок увис     | 1,87                 | 1,76                 | 928                  | 17.                  | 1.919                | 16.                  |
| Бацање кугле  | 14,62                | 13,96                | 791                  | 8.                   | 2.710                | 11.                  |
| 200 м         | 25,11                | 25,56                | 836                  | 24.                  | 3.546                | 17.                  |
| Скок удаљ     | 6,32                 | 5,77                 | 780                  | 24.                  | 4.326                | 21.                  |
| Бацање копља  | 50,73                | 45,09                | 765                  | 13.                  | 5.091                | 19.                  |
| 800 м         | 2:11,76              | НС                   | 0                    |                      |                      |                      |
| Седмобој      | 6.442                |                      |                      |                      | НЗ                   |                      |